# Miss You (Eric-Clapton-Lied)
Miss You ist ein Pop-Rock-Song, der von Eric Clapton, Greg Phillinganes sowie Bobby Columby geschrieben und durch Eric Clapton bekannt wurde. Er wurde am 24. November 1986 sowohl auf seinem Studioalbum August als auch ausgekoppelt als Single veröffentlicht.
Produzent der Aufnahme ist Phil Collins. Weitere mitwirkende Musiker sind neben Clapton und Collins als Gitarrist, Sänger und Schlagzeuger auch Phillinganes am Keyboard, Nathan East als Bassist, Jon Faddis und Randy Brecker an der Trompete sowie Michael Brecker am Saxophon und Dave Bargeron an der Posaune. Das Lied steht in der Ausgangstonart E-Moll.
Kritiker William Ruhlmann der Musikwebsite Allmusic fand, dass Clapton auf dem Titel „leidenschaftlich“ („fiercely“) singt und Gitarre spielt. Die Singleauskopplung belegte im Jahr 1987 Platz 9 der Billboard Mainstream-Rock-Songs-Chart.
Live-Interpretationen finden sich auf den Konzertfilmen Live 1986 von 1987 und Live at Montreux 1986 von 2006. Der Titel erschien ebenfalls auf den Kompilationsalben Crossroads von 1988 und Complete Clapton aus dem Jahr 2007.